# Willi Frommelt
Willi Fromelt, né le 18 novembre 1952 à Schaan, est un ancien skieur alpin liechtensteinois. Il est le frère de Paul Frommelt.

## Palmarès

### Jeux olympiques d'hiver
| Épreuve / Édition | Descente | Slalom géant | Slalom      |
| JO 1972 Sapporo   | 30e      | 22e          | Disqualifié |
| JO 1976 Innsbruck | 21e      | Abandon      | Bronze      |

### Championnats du monde
| Épreuve / Édition                    | Descente | Slalom géant | Slalom      | Combiné |
| Mondiaux 1970 Val Gardena            | 55e      | 50e          | —           | —       |
| JO 1972 Sapporo                      | 30e      | 22e          | Disqualifié | Abandon |
| Mondiaux 1974 Saint-Moritz           | Bronze   | Abandon      | Abandon     | Abandon |
| JO 1976 Innsbruck                    | 21e      | Abandon      | Bronze      | Argent  |
| Mondiaux 1978 Garmisch-Partenkirchen | —        | Bronze       | Abandon     | —       |

### Coupe du monde
- Meilleur résultat au classement général : 19e en 1977

#### Saison par saison
- Coupe du monde 1973 :
  - Classement général : 54e
- Coupe du monde 1974 :
  - Classement général : 49e
- Coupe du monde 1975 :
  - Classement général : 29e
- Coupe du monde 1976 :
  - Classement général : 52e
- Coupe du monde 1977 :
  - Classement général : 19e
- Coupe du monde 1979 :
  - Classement général : 79e